# التدريب المهني لدودي كرافيتز (رواية)
التدريب المهني لدودي كرافيتز (بالإنجليزية: The Apprenticeship of Duddy Kravitz)‏ هي رواية للكاتب الكندي مردخاي ريشلر، نشرت عام 1959، لأول مرة عن دار نشر أندريه دويتش في المملكة المتحدة وليتل براون في الولايات المتحدة.